# Kanton Troyes-7
Der Kanton Troyes-7 war bis 2015 ein französischer Wahlkreis im Département Aube und in der Region Champagne-Ardenne. Er umfasste drei Gemeinden und einen Teil der Stadt Troyes im Arrondissement Troyes; sein Hauptort (frz.: chef-lieu) war Troyes. Die landesweiten Änderungen in der Zusammensetzung der Kantone brachten im März 2015 seine Auflösung. Vertreter im Generalrat des Départements war zuletzt Jacques Rigaud (UMP).

## Gemeinden
| Gemeinde                | Einwohner Jahr | Fläche km² | Bevölkerungsdichte | Code INSEE | Postleitzahl |
| ----------------------- | -------------- | ---------- | ------------------ | ---------- | ------------ |
| Bréviandes              | 2.538 (2013)   | 6,14       | 413 Einw./km²      | 10060      | 10450        |
| Rosières-près-Troyes    | 3.750 (2013)   | 6,23       | 602 Einw./km²      | 10325      | 10430        |
| Saint-Julien-les-Villas | 6.904 (2013)   | 5,26       | 1313 Einw./km²     | 10343      | 10800        |
| Troyes                  | 59.671 (2013)  | –          | – Einw./km²        | 10387      | 10000        |

## Bevölkerungsentwicklung
| 1990   | 1999   | 2006   | 2011   |
| ------ | ------ | ------ | ------ |
| 18.991 | 19.012 | 18.282 | 18.357 |